# Voljskaïa (métro de Moscou)
Voljskaïa (en russe : Во́лжская et en anglais : Volzhskaya) est une station de la ligne Lioublinsko-Dmitrovskaïa (ligne 10 verte) du métro de Moscou, située sur le territoire du raïon Tekstilchtchiki dans le district administratif sud-est de Moscou.

## Situation sur le réseau
Établie en souterrain, à 8 mètres sous le niveau du sol, la station Voljskaïa est située au point 143+38 de la ligne Lioublinsko-Dmitrovskaïa (ligne 10 verte), entre les stations Petchatniki (en direction de Petrovsko-Razoumovskaïa) et Lioublino (en direction de Ziablikovo).